# Primera divisió espanyola de futbol 2015-2016
La Primera divisió espanyola de futbol 2015-2016 va ser la 85a edició de la primera divisió espanyola de futbol. El torneig l'organitzava la Lliga de Futbol Professional (LFP). El Futbol Club Barcelona n'era el campió vigent.
Per a la temporada, va augmentar el nombre de Comunitats Autònomes representades a vuit, amb respecte a la temporada anterior que només en va tenir sis, ja que per van tornar a la màxima categoria el Real Betis Balompié, el Real Sporting de Gijón i la Unió Esportiva Las Palmas després d'un, tres i tretze anys de no ser a la Lliga BBVA. Arribaven per ocupar els llocs de l'Elx Club de Futbol (descendit per motius administratius), la Unión Deportiva Almeria i el Córdoba Club de Futbol, que només va poder romandre una temporada a primera després de 42 anys d'absència. La temporada va començar el 22 d'agost de 2015, i va acabar el 15 maig de 2016.
El FC Barcelona va retenir el títol, que va guanyar per segona temporada consecutiva (24ena lliga en total) després de vèncer el Granada CF per 3–0 al darrer partit, amb tres gols de Luís Suárez, qui va acabar com a màxim golejador, essent així el primer jugador diferent de Lionel Messi i Cristiano Ronaldo en fer-ho des de la temporada 2008–09.

## Ascensos i descensos
Aquests foren els equips ascendits i descendits la temporada anterior:
| Pos. | Descendits de 1a Divisió   |
| ---- | -------------------------- |
| 13è  | Elx CF* (D. administratiu) |
| 19è  | UD Almería                 |
| 20è  | Córdoba CF                 |

| Pos. | Ascendits de 2a Divisió |
| ---- | ----------------------- |
| 1r   | Real Betis Balompié     |
| 2n   | Real Sporting de Gijón  |
| 4t   | UD Las Palmas           |

## Equips participants
Com en temporades precedents, la competició constava d'un grup únic integrat per 20 clubs de l'estat espanyol. Seguint un sistema de lliga, els 20 equips s'enfrontaran tots contra tots en dues ocasions -una en camp propi i una altra en camp contrari- sumant un total de 38 jornades. L'ordre dels partits es decidirà per sorteig abans de començar la competició. La classificació final s'establirà d'acord amb els punts obtinguts en cada enfrontament, a raó de tres per partit guanyat, un per empatat i cap en cas de derrota. Si en finalitzar el campionat dos equips igualessin a punts, els mecanismes per desempatar la classificació són els següents:
- El que tingui una major diferència entre gols a favor i en contra en els enfrontaments entre tots dos.
- Si persisteix l'empat, es tindrà en compte la diferència de gols a favor i en contra en tots els partits del campionat.

Si l'empat a punts es produeix entre tres o més clubs, els successius mecanismes de desempat són els següents:
- La millor puntuació de la que a cadascun correspongui d'acord amb els resultats dels partits jugats entre si pels clubs implicats.
- La major diferència de gols a favor i en contra, considerant únicament els partits jugats entre si pels clubs implicats.
- La major diferència de gols a favor i en contra tenint en compte tots els partits del campionat.
- El major nombre de gols a favor tenint en compte tots els partits del campionat.

Classificació per a competicions continentals
La UEFA atorga a la Lliga BBVA sis places de classificació per competicions continentals, que es distribueixen de la següent manera:
- El primer, segon i tercer classificat de la lliga accediran a disputar la Lliga de Campions des de la Fase de Grups.
- El quart classificat accedirà a disputar la Lliga de Campions des del Play-off.
- El cinquè classificat accedirà a disputar la Lliga Europea des del Play-off.
- El sisè classificat accedirà a disputar la Lliga Europea des de la Tercera Ronda Prèvia.

No obstant això, altres competicions poden alterar les places UEFA a què accediran els equips a final de temporada:
- Al campió de Copa li correspon una plaça per disputar la Fase de Grups de la Lliga Europea, no obstant, si el campió de Copa ja s'ha classificat per a la Lliga de Campions a través de la Lliga, la seva plaça recaurà sobre el cinquè classificat de la lliga, la plaça del cinquè sobre el sisè, i la del sisè sobre el setè.
- En cas que el campió de Copa s'hagi classificat per a la Lliga Europea a través de la lliga, es quedaria amb la plaça que li permeti accedir a una ronda superior, en aquest cas la de Copa. Per tant, la plaça UEFA obtinguda a través de la lliga passaria al següent classificat en lliga (no al subcampió de Copa).
- Quan un equip guanya una competició continental (concretament la Lliga de Campions o la Lliga Europea), a aquest equip se li atorga una plaça per disputar la següent edició de la Lliga de Campions des de la Fase de Grups. En cas que aquest equip ja hagués obtingut aquesta mateixa plaça a través de la lliga, no se li concediria la plaça reservada al campió. En canvi, si aquest equip va obtenir una plaça per a la Lliga de Campions (via lliga), però aquesta l'obliga a començar des d'una ronda anterior, llavors sí que rebria la plaça reservada al campió. En qualsevol cas, la plaça sobrant mai passaria al següent classificat de la lliga, sinó que desapareixeria.
- Si un equip que guanya una competició continental es classifica per a la Lliga Europea (via lliga), obtindria la plaça reservada al campió (per ser millor), mentre que la seva plaça per a la Lliga Europea desapareixeria i no recauria sobre el següent classificat en lliga (aquesta és l'única forma que cinc equips puguin classificar-se per la Lliga de Campions).
- A més de les descrites a dalt, poden haver-hi més variables, però aquestes seguirien el mateix patró que les ja esmentades.

 Nota: Aquestes regles només són aplicables a la temporada actual, ja que poden variar d'un any a un altre, per tant no s'han de tenir en compte els casos de temporades anteriors ni posteriors.

### Equips, entrenadors i estadis
| Equip                                    | Ciutat                     | Entrenador             | Estadi                | Capacitat | Marca       | Patrocinador principal | Altres patrocinadors                                                  |
| ---------------------------------------- | -------------------------- | ---------------------- | --------------------- | --------- | ----------- | ---------------------- | --------------------------------------------------------------------- |
| Athletic Club                            | Bilbao                     | Ernesto Valverde       | San Mamés             | 53.289    | Nike        | Kutxabank              |                                                                       |
| Club Atlético de Madrid                  | Madrid                     | Diego Simeone          | Vicente Calderón      | 54.851    | Nike        | Plus500                | Huawei                                                                |
| Futbol Club Barcelona                    | Barcelona                  | Luis Enrique           | Camp Nou              | 99.354    | Nike        | Qatar Airways          | Beko                                                                  |
| Getafe Club de Fútbol                    | Getafe                     | Fran Escribá           | Alfonso Pérez         | 17.393    | Joma        | Tecnocasa Group        | UEDBet                                                                |
| Granada Club de Fútbol                   | Granada                    | José Ramón Sandoval    | Nuevo Los Cármenes    | 22.524    | Joma        | Per definir            | 4 patrocinadorsBMN Caja Granada Covirán Caja Rural de Granada Herogra |
| Llevant Unió Esportiva                   | València                   | Lucas Alcaraz          | Ciutat de València    | 25.354    | Nike        | East United            |                                                                       |
| Málaga Club de Fútbol                    | Màlaga                     | Javi Gracia            | La Rosaleda           | 30.044    | Nike        | Per definir            | Benahavís                                                             |
| Rayo Vallecano de Madrid                 | Madrid                     | Paco Jémez             | Campo de Vallecas     | 14.790    | Kelme       | Qbao.com               | Nevir                                                                 |
| Real Betis Balompié                      | Sevilla                    | Pepe Mel               | Benito Villamarín     | 56.500    | Adidas      | Per definir            |                                                                       |
| Real Club Celta de Vigo                  | Vigo                       | Eduardo Berizzo        | Balaídos              | 31.800    | Adidas      | Citroën                | 2 patrocinadorsEstrella Galicia 0,0 Abanca                            |
| Real Club Deportivo de La Coruña         | La Corunya                 | Víctor Sánchez del Amo | Riazor                | 34.600    | Lotto       | Estrella Galicia 0,0   | Abanca                                                                |
| Reial Madrid Club de Futbol              | Madrid                     | Rafa Benítez           | Santiago Bernabéu     | 85.454    | Adidas      | Fly Emirates           | Ipic                                                                  |
| Reial Societat                           | Sant Sebastià              | David Moyes            | Anoeta                | 32.076    | Adidas      | Qbao.com               | 2 patrocinadorsKutxabank Canal+                                       |
| Real Sporting de Gijón                   | Gijón                      | Abelardo Fernández     | El Molinón            | 30.000    | Kappa       | Gijón                  | 2 patrocinadorsTernera Asturiana Air Europa                           |
| Reial Club Deportiu Espanyol             | Cornellà de Llobregat      | Sergio González        | Cornellá-El Prat      | 40.500    | Joma        | Power8                 | Riviera Maya                                                          |
| Sevilla Fútbol Club                      | Sevilla                    | Unai Emery             | Ramón Sánchez Pizjuán | 45.500    | New Balance | Per definir            |                                                                       |
| Sociedad Deportiva Eibar                 | Eibar                      | José Luis Mendilibar   | Ipurua                | 6.267     | Puma        | AVIA                   | Wiko                                                                  |
| Unión Deportiva Las Palmas               | Las Palmas de Gran Canaria | Paco Herrera           | Gran Canaria          | 32.150    | Acerbis     | Gran Canaria           | CaixaBank                                                             |
| València Club de Futbol                  | València                   | Nuno Espírito Santo    | Mestalla              | 55.000    | Adidas      | Per definir            | Gol Televisión                                                        |
| Vila-real Club de Futbol                 | Vila-real                  | Marcelino García       | La Cerámica           | 25.000    | Xtep        | Pamesa Cerámica        | Mahou                                                                 |
| Dades actualitzades a 26 de juny de 2015 |                            |                        |                       |           |             |                        |                                                                       |

### Equips per Comunitat Autònoma
| \| Comunitat autònoma \| Núm. \| Equips \| \| ------------------- \| ---- \| ---------------------------------------------------------- \| \| Andalusia \| 4 \| Granada CF; Málaga CF; Reial Betis; Sevilla FC; \| \| Comunitat de Madrid \| 4 \| Atlètic de Madrid; Getafe CF; Rayo Vallecano; Reial Madrid \| \| País Valencià \| 3 \| Llevant UE; València CF; Vila-real CF \| \| País Basc \| 3 \| Athletic Club; Reial Societat; SD Eibar \| \| Catalunya \| 2 \| FC Barcelona; RCD Espanyol \| \| Galícia \| 2 \| RC Celta de Vigo; RC Deportivo de La Corunya \| \| Astúries \| 1 \| Real Sporting de Gijón \| \| Canàries \| 1 \| UD Las Palmas \| |      |                                                            |
| Comunitat autònoma | Núm. | Equips                                                     |
| Andalusia | 4    | Granada CF; Málaga CF; Reial Betis; Sevilla FC;            |
| Comunitat de Madrid | 4    | Atlètic de Madrid; Getafe CF; Rayo Vallecano; Reial Madrid |
| País Valencià | 3    | Llevant UE; València CF; Vila-real CF                      |
| País Basc | 3    | Athletic Club; Reial Societat; SD Eibar                    |
| Catalunya | 2    | FC Barcelona; RCD Espanyol                                 |
| Galícia | 2    | RC Celta de Vigo; RC Deportivo de La Corunya               |
| Astúries | 1    | Real Sporting de Gijón                                     |
| Canàries | 1    | UD Las Palmas                                              |

## Classificació
| Pos | Equip               | J  | G  | E  | P  | GF  | GC | DG  | Pts | Qualificació o Descens                                                           |
| --- | ------------------- | -- | -- | -- | -- | --- | -- | --- | --- | -------------------------------------------------------------------------------- |
| 1   | Barcelona           | 38 | 29 | 4  | 5  | 112 | 29 | +83 | 91  | Clasificación para a fase de grups de la Lliga de Campions                       |
| 2   | Real Madrid         | 38 | 28 | 6  | 4  | 110 | 34 | +76 | 90  | Clasificación para a fase de grups de la Lliga de Campions                       |
| 3   | Atlético Madrid     | 38 | 28 | 4  | 6  | 63  | 18 | +45 | 88  | Clasificación para a fase de grups de la Lliga de Campions                       |
| 4   | Vila-real           | 38 | 18 | 10 | 10 | 44  | 35 | +9  | 64  | Clasificación para a ronda eliminatòria de la Lliga de Campions                  |
| 5   | Athletic Club       | 38 | 18 | 8  | 12 | 58  | 45 | +13 | 62  | Clasificación para a fase de grupos da UEFA Europa League                        |
| 6   | Celta de Vigo       | 38 | 17 | 9  | 12 | 51  | 59 | −8  | 60  | Clasificación para a ronda eliminatòria de la Lliga previa da UEFA Europa League |
| 7   | Sevilla             | 38 | 14 | 10 | 14 | 51  | 50 | +1  | 52  | Clasificación para a ronda eliminatòria de la Lliga previa da UEFA Europa League |
| 8   | Málaga              | 38 | 12 | 12 | 14 | 38  | 35 | +3  | 48  |                                                                                  |
| 9   | Reial Societat      | 38 | 13 | 9  | 16 | 45  | 48 | −3  | 48  |                                                                                  |
| 10  | Betis               | 38 | 11 | 12 | 15 | 34  | 52 | −18 | 45  |                                                                                  |
| 11  | Las Palmas          | 38 | 12 | 8  | 18 | 45  | 53 | −8  | 44  |                                                                                  |
| 12  | València            | 38 | 11 | 11 | 16 | 46  | 48 | −2  | 44  |                                                                                  |
| 13  | Espanyol            | 38 | 12 | 7  | 19 | 40  | 74 | −34 | 43  |                                                                                  |
| 14  | Eibar               | 38 | 11 | 10 | 17 | 49  | 61 | −12 | 43  |                                                                                  |
| 15  | Deportivo La Coruña | 38 | 8  | 18 | 12 | 45  | 61 | −16 | 42  |                                                                                  |
| 16  | Granada             | 38 | 10 | 9  | 19 | 46  | 69 | −23 | 39  |                                                                                  |
| 17  | Sporting de Gijón   | 38 | 10 | 9  | 19 | 40  | 62 | −22 | 39  |                                                                                  |
| 18  | Rayo Vallecano      | 38 | 9  | 11 | 18 | 52  | 73 | −21 | 38  | Descens a Segona Divisió 2016–17                                                 |
| 19  | Getafe              | 38 | 9  | 9  | 20 | 37  | 67 | −30 | 36  | Descens a Segona Divisió 2016–17                                                 |
| 20  | Llevant             | 38 | 8  | 8  | 22 | 37  | 70 | −33 | 32  | Descens a Segona Divisió 2016–17                                                 |

### Posicions per jornada
| Equipo \ Xornada                     | 1         | 2  | 3  | 4  | 5  | 6  | 7  | 8  | 9  | 10 | 11 | 12 | 13 | 14 | 15 | 16 | 17 | 18 | 19 | 20 | 21 | 22 | 23 | 24 | 25 | 26 | 27 | 28 | 29 | 30 | 31 | 32 | 33 | 34 | 35 | 36 | 37 | 38 |   |
| ------------------------------------ | --------- | -- | -- | -- | -- | -- | -- | -- | -- | -- | -- | -- | -- | -- | -- | -- | -- | -- | -- | -- | -- | -- | -- | -- | -- | -- | -- | -- | -- | -- | -- | -- | -- | -- | -- | -- | -- | -- | - |
| Equipo \ Xornada                     | Barcelona | 5  | 4  | 1  | 1  | 5  | 2  | 4  | 3  | 2  | 2  | 1  | 1  | 1  | 1  | 1  | 1  | 1  | 2  | 2  | 2  | 1  | 1  | 1  | 1  | 1  | 1  | 1  | 1  | 1  | 1  | 1  | 1  | 1  | 1  | 1  | 1  | 1  | 1 |
| Real Madrid                          | 10        | 5  | 2  | 2  | 1  | 3  | 2  | 1  | 1  | 1  | 2  | 3  | 3  | 3  | 3  | 3  | 3  | 3  | 3  | 3  | 3  | 3  | 3  | 3  | 3  | 3  | 3  | 3  | 3  | 3  | 3  | 3  | 3  | 3  | 3  | 3  | 2  | 2  |   |
| Plantilla:Fb team Atlético de Madrid | 3         | 3  | 6  | 5  | 4  | 5  | 5  | 4  | 3  | 4  | 3  | 2  | 2  | 2  | 2  | 2  | 2  | 1  | 1  | 1  | 2  | 2  | 2  | 2  | 2  | 2  | 2  | 2  | 2  | 2  | 2  | 2  | 2  | 2  | 2  | 2  | 3  | 3  |   |
| Vila-real                            | 7         | 6  | 4  | 3  | 3  | 1  | 1  | 5  | 5  | 5  | 5  | 4  | 6  | 5  | 5  | 5  | 4  | 4  | 4  | 4  | 4  | 4  | 4  | 4  | 4  | 4  | 4  | 4  | 4  | 4  | 4  | 4  | 4  | 4  | 4  | 4  | 4  | 4  |   |
| Athletic Club                        | 17        | 20 | 10 | 13 | 15 | 17 | 13 | 14 | 12 | 8  | 8  | 9  | 7  | 7  | 9  | 7  | 7  | 6  | 8  | 9  | 8  | 6  | 6  | 7  | 8  | 7  | 7  | 6  | 6  | 7  | 6  | 6  | 5  | 5  | 6  | 5  | 6  | 5  |   |
| Celta de Vigo                        | 2         | 1  | 3  | 4  | 2  | 4  | 3  | 2  | 4  | 3  | 4  | 5  | 4  | 4  | 4  | 4  | 5  | 5  | 5  | 5  | 5  | 7  | 7  | 8  | 6  | 6  | 6  | 7  | 7  | 5  | 5  | 5  | 6  | 6  | 5  | 6  | 5  | 6  |   |
| Sevilla                              | 13        | 17 | 18 | 20 | 20 | 16 | 12 | 13 | 8  | 11 | 10 | 11 | 10 | 10 | 7  | 8  | 8  | 9  | 7  | 7  | 7  | 5  | 5  | 5  | 5  | 5  | 5  | 5  | 5  | 6  | 7  | 7  | 7  | 7  | 7  | 7  | 7  | 7  |   |
| Málaga                               | 9         | 15 | 15 | 18 | 19 | 18 | 17 | 17 | 16 | 17 | 17 | 20 | 18 | 17 | 16 | 13 | 11 | 11 | 10 | 12 | 12 | 10 | 10 | 11 | 12 | 11 | 11 | 12 | 9  | 8  | 8  | 8  | 8  | 9  | 10 | 8  | 8  | 8  |   |
| Reial Societat                       | 11        | 11 | 16 | 17 | 11 | 12 | 16 | 16 | 15 | 16 | 16 | 14 | 15 | 13 | 13 | 14 | 14 | 15 | 14 | 13 | 15 | 13 | 11 | 10 | 9  | 9  | 10 | 9  | 10 | 11 | 10 | 9  | 9  | 10 | 12 | 11 | 9  | 9  |   |
| Betis                                | 6         | 18 | 9  | 11 | 14 | 10 | 8  | 10 | 10 | 13 | 11 | 12 | 11 | 11 | 11 | 11 | 12 | 14 | 15 | 15 | 14 | 14 | 13 | 14 | 13 | 13 | 13 | 10 | 11 | 13 | 14 | 13 | 14 | 12 | 13 | 13 | 14 | 10 |   |
| Las Palmas                           | 19        | 14 | 13 | 16 | 12 | 14 | 19 | 19 | 18 | 19 | 18 | 18 | 19 | 20 | 19 | 19 | 16 | 16 | 16 | 16 | 18 | 16 | 18 | 18 | 18 | 17 | 15 | 15 | 15 | 15 | 12 | 10 | 11 | 13 | 9  | 10 | 10 | 11 |   |
| València                             | 15        | 10 | 8  | 7  | 10 | 8  | 9  | 8  | 9  | 7  | 7  | 7  | 9  | 8  | 8  | 9  | 10 | 10 | 11 | 11 | 11 | 12 | 14 | 12 | 11 | 12 | 9  | 11 | 12 | 14 | 15 | 14 | 12 | 8  | 8  | 9  | 11 | 12 |   |
| Espanyol                             | 4         | 8  | 12 | 8  | 6  | 9  | 10 | 9  | 11 | 10 | 13 | 10 | 12 | 12 | 12 | 12 | 13 | 12 | 13 | 14 | 13 | 15 | 17 | 17 | 16 | 14 | 14 | 14 | 14 | 12 | 13 | 15 | 15 | 15 | 15 | 14 | 15 | 13 |   |
| Eibar                                | 1         | 2  | 5  | 6  | 8  | 7  | 7  | 7  | 7  | 6  | 6  | 6  | 8  | 9  | 10 | 10 | 9  | 8  | 6  | 6  | 6  | 8  | 8  | 6  | 7  | 8  | 8  | 8  | 8  | 9  | 9  | 11 | 10 | 11 | 11 | 12 | 12 | 14 |   |
| Deportivo La Coruña                  | 8         | 9  | 7  | 9  | 7  | 6  | 6  | 6  | 6  | 9  | 9  | 8  | 5  | 6  | 6  | 6  | 6  | 7  | 9  | 8  | 9  | 9  | 9  | 9  | 10 | 10 | 12 | 13 | 13 | 10 | 11 | 12 | 13 | 14 | 14 | 15 | 13 | 15 |   |
| Granada                              | 20        | 7  | 11 | 15 | 18 | 20 | 20 | 20 | 19 | 18 | 19 | 17 | 17 | 18 | 17 | 17 | 18 | 17 | 17 | 17 | 16 | 18 | 19 | 19 | 20 | 19 | 18 | 18 | 17 | 17 | 17 | 17 | 17 | 17 | 17 | 16 | 16 | 16 |   |
| Sporting de Gijón                    | 14        | 12 | 17 | 10 | 13 | 15 | 11 | 12 | 17 | 12 | 14 | 15 | 16 | 14 | 14 | 16 | 17 | 18 | 18 | 19 | 19 | 17 | 16 | 16 | 17 | 18 | 19 | 19 | 19 | 19 | 18 | 18 | 18 | 18 | 18 | 18 | 18 | 17 |   |
| Rayo Vallecano                       | 12        | 16 | 19 | 12 | 9  | 11 | 15 | 15 | 14 | 15 | 12 | 13 | 14 | 16 | 18 | 18 | 19 | 19 | 19 | 18 | 17 | 19 | 15 | 15 | 15 | 16 | 16 | 17 | 16 | 16 | 16 | 16 | 16 | 16 | 16 | 17 | 19 | 18 |   |
| Getafe                               | 18        | 19 | 20 | 14 | 17 | 13 | 14 | 11 | 13 | 14 | 15 | 16 | 13 | 15 | 15 | 15 | 15 | 13 | 12 | 10 | 10 | 11 | 12 | 13 | 14 | 15 | 17 | 16 | 18 | 18 | 19 | 19 | 20 | 19 | 19 | 19 | 17 | 19 |   |
| Llevant                              | 16        | 13 | 14 | 19 | 16 | 19 | 18 | 18 | 20 | 20 | 20 | 19 | 20 | 19 | 20 | 20 | 20 | 20 | 20 | 20 | 20 | 20 | 20 | 20 | 19 | 20 | 20 | 20 | 20 | 20 | 20 | 20 | 19 | 20 | 20 | 20 | 20 | 20 |   |

## Resultats

### Taula de resultats
|                     | ATH | ATM | BAR | BET | CEL | DEP | EIB | ESP | GET | GRA | LP  | LEV | MAL | RAY  | RMA | RSO | SIV | SPO | VAL | VIL |
| ------------------- | --- | --- | --- | --- | --- | --- | --- | --- | --- | --- | --- | --- | --- | ---- | --- | --- | --- | --- | --- | --- |
| Athletic Club       |     | 0-1 | 0-1 | 3-1 | 2-1 | 4-1 | 5-2 | 2-1 | 3-1 | 1-1 | 2-2 | 2-0 | 0-0 | 1-0  | 1-2 | 0-1 | 3-1 | 3-0 | 3-1 | 0-0 |
| Atlètic de Madrid   | 2-1 |     | 1-2 | 5-1 | 2-0 | 3-0 | 3-1 | 1-0 | 2-0 | 3-0 | 1-0 | 1-0 | 1-0 | 1-0  | 1-1 | 3-0 | 0-0 | 1-0 | 2-1 | 0-0 |
| Barcelona           | 6-0 | 2-1 |     | 4-0 | 6-1 | 2-2 | 3-1 | 5-0 | 6-0 | 4-0 | 2-1 | 4-1 | 1-0 | 5-2  | 1-2 | 4-0 | 2-1 | 6-0 | 1-2 | 3-0 |
| Betis               | 1-3 | 0-1 | 0-2 |     | 1-1 | 1-2 | 0-4 | 1-3 | 2-1 | 2-0 | 1-0 | 1-0 | 0-1 | 2-2  | 1-1 | 1-0 | 0-0 | 1-1 | 1-0 | 1-1 |
| Celta Vigo          | 0-1 | 0-2 | 4-1 | 1-1 |     | 1-1 | 3-2 | 1-0 | 0-0 | 2-1 | 3-3 | 4-3 | 1-0 | 3-0  | 1-3 | 1-0 | 1-1 | 2-1 | 1-5 | 0-0 |
| Deportivo La Coruña | 2-2 | 1-1 | 0-8 | 2-2 | 2-0 |     | 2-0 | 3-0 | 0-2 | 0-1 | 1-3 | 2-1 | 3-3 | 2-2  | 0-2 | 0-0 | 1-1 | 2-3 | 1-1 | 1-2 |
| Eibar               | 2-0 | 0-2 | 0-4 | 1-1 | 1-1 | 1-1 |     | 2-1 | 3-1 | 5-1 | 0-1 | 2-0 | 1-2 | 1-0  | 0-2 | 2-1 | 1-1 | 2-0 | 1-1 | 1-2 |
| Espanyol            | 2-1 | 1-3 | 0-0 | 0-3 | 1-1 | 1-0 | 4-2 |     | 1-0 | 1-1 | 1-0 | 1-1 | 2-0 | 2-1  | 0-6 | 0-5 | 1-0 | 1-2 | 1-0 | 2-2 |
| Getafe              | 0-1 | 0-1 | 0-2 | 1-0 | 0-1 | 0-0 | 1-1 | 3-1 |     | 1-2 | 4-0 | 3-0 | 1-0 | 1-1  | 1-5 | 1-1 | 1-1 | 1-1 | 2-2 | 2-0 |
| Granada             | 2-0 | 0-2 | 0-3 | 1-1 | 0-2 | 1-1 | 1-3 | 1-1 | 3-2 |     | 3-2 | 5-1 | 0-0 | 2-2  | 1-2 | 0-3 | 2-1 | 2-0 | 1-2 | 1-3 |
| Las Palmas          | 0-0 | 0-3 | 1-2 | 1-0 | 2-1 | 0-2 | 0-2 | 4-0 | 4-0 | 4-1 |     | 0-0 | 1-1 | 0-1  | 1-2 | 2-0 | 2-0 | 1-1 | 2-1 | 0-0 |
| Levante             | 2-2 | 2-1 | 0-2 | 0-1 | 1-2 | 1-1 | 2-2 | 2-1 | 3-0 | 1-2 | 3-2 |     | 0-1 | 2-1  | 1-3 | 0-4 | 1-1 | 0-0 | 1-0 | 1-0 |
| Málaga              | 0-1 | 1-0 | 1-2 | 0-1 | 2-0 | 2-0 | 0-0 | 1-1 | 3-0 | 2-2 | 4-1 | 3-1 |     | 1-1  | 1-1 | 3-1 | 0-0 | 1-0 | 1-2 | 0-1 |
| Rayo Vallecano      | 0-3 | 0-2 | 1-5 | 0-2 | 3-0 | 1-3 | 1-1 | 3-0 | 2-0 | 2-1 | 2-0 | 3-1 | 1-2 |      | 2-3 | 2-2 | 2-2 | 2-1 | 0-0 | 2-1 |
| Real Madrid         | 4-2 | 0-1 | 0-4 | 5-0 | 7-1 | 5-0 | 4-0 | 6-0 | 4-1 | 1-0 | 3-1 | 3-0 | 0-0 | 10-2 |     | 3-1 | 4-0 | 5-1 | 3-2 | 3-0 |
| Real Sociedad       | 0-0 | 0-2 | 1-0 | 2-1 | 2-3 | 1-1 | 2-1 | 2-3 | 1-2 | 3-0 | 0-1 | 1-1 | 1-1 | 2-1  | 0-1 |     | 2-0 | 0-0 | 2-0 | 0-2 |
| Sevilla             | 2-0 | 0-3 | 2-1 | 2-0 | 1-2 | 1-1 | 1-0 | 2-0 | 5-0 | 1-4 | 2-0 | 3-1 | 2-1 | 3-2  | 3-2 | 1-2 |     | 2-0 | 1-0 | 4-2 |
| Sporting Gijón      | 0-2 | 2-1 | 1-3 | 1-2 | 0-1 | 1-1 | 2-0 | 2-4 | 1-2 | 3-3 | 3-1 | 0-3 | 1-0 | 2-2  | 0-0 | 5-1 | 2-1 |     | 0-1 | 2-0 |
| Valencia            | 0-3 | 1-3 | 1-1 | 0-0 | 0-2 | 1-1 | 4-0 | 2-1 | 2-2 | 1-0 | 1-1 | 3-0 | 3-0 | 2-2  | 2-2 | 0-1 | 2-1 | 0-1 |     | 0-2 |
| Villarreal          | 3-1 | 1-0 | 2-2 | 0-0 | 1-2 | 0-2 | 1-1 | 3-1 | 2-0 | 1-0 | 0-1 | 3-0 | 1-0 | 2-1  | 1-0 | 0-0 | 2-1 | 2-0 | 1-0 |     |

### Calendari
| 1a volta     | 1a jornada                   | 2a volta     |
| 23 ago. 2015 |                              | 17 gen. 2016 |
| 0-0          | Málaga-Sevilla               | 1-2          |
| 0-0          | Deportivo-Real Sociedad      | 1-1          |
| 1-0          | Espanyol-Getafe              | 1-3          |
| 1-0          | Atlètic de Madrid-Las Palmas | 3-0          |
| 0-0          | Rayo Vallecano-Valencia      | 2-2          |
| 0-1          | Athletic Club-Barcelona      | 0-6          |
| 0-0          | Sporting Gijón-Real Madrid   | 1-5          |
| 1-2          | Levante-Celta Vigo           | 3-4          |
| 1-1          | Betis-Villarreal             | 0-0          |
| 1-3          | Granada-Eibar                | 1-5          |

| 1a volta     | 4a jornada                | 2a volta    |
| 20 set. 2015 |                           | 7 feb. 2016 |
| 1-0          | Getafe-Málaga             | 0-3         |
| 1-0          | Real Madrid-Granada       | 2-1         |
| 0-0          | Valencia-Betis            | 0-1         |
| 0-2          | Eibar-Atlètic de Madrid   | 1-3         |
| 2-3          | Real Sociedad-Espanyol    | 5-0         |
| 1-2          | Sevilla-Celta Vigo        | 1-1         |
| 2-3          | Deportivo-Sporting Gijón  | 1-1         |
| 3-1          | Villarreal-Athletic Club  | 0-0         |
| 4-1          | Barcelona-Levante         | 2-0         |
| 0-1          | Las Palmas-Rayo Vallecano | 0-2         |

| 1a volta    | 7a jornada                    | 2a volta     |
| 4 oct. 2015 |                               | 28 feb. 2016 |
| 3-1         | Athletic Club-Valencia        | 3-0          |
| 1-1         | Atlètic de Madrid-Real Madrid | 1-0          |
| 0-0         | Celta Vigo-Getafe             | 1-0          |
| 1-2         | Espanyol-Sporting Gijón       | 4-2          |
| 1-1         | Granada-Deportivo             | 1-0          |
| 0-2         | Las Palmas-Eibar              | 1-0          |
| 1-0         | Levante-Villarreal            | 0-3          |
| 3-1         | Málaga-Real Sociedad          | 1-1          |
| 2-1         | Sevilla-Barcelona             | 1-2          |
| 0-2         | Rayo Vallecano-Betis          | 2-2          |

| 1a volta    | 10a jornada                 | 2a volta     |
| 1 nov. 2015 |                             | 13 març 2016 |
| 1-3         | Betis-Athletic Club         | 1-3          |
| 1-0         | Eibar-Rayo Vallecano        | 1-1          |
| 1-1         | Espanyol-Granada            | 1-1          |
| 0-2         | Getafe-Barcelona            | 0-6          |
| 1-0         | Sporting Gijón-Málaga       | 0-1          |
| 1-1         | Deportivo-Atlètic de Madrid | 0-3          |
| 3-1         | Real Madrid-Las Palmas      | 2-1          |
| 2-3         | Real Sociedad-Celta Vigo    | 0-1          |
| 3-0         | Valencia-Levante            | 0-1          |
| 2-1         | Villarreal-Sevilla          | 2-4          |

| 1a volta     | 13a jornada                  | 2a volta    |
| 29 nov. 2015 |                              | 10 abr.2016 |
| 1-0          | Atlètic de Madrid-Espanyol   | 3-1         |
| 4-0          | Barcelona-Real Sociedad      | 0-1         |
| 2-1          | Celta Vigo-Sporting Gijón    | 1-0         |
| 0-2          | Eibar-Real Madrid            | 0-4         |
| 2-0          | Getafe-Villarreal            | 0-2         |
| 0-2          | Las Palmas-Deportivo         | 3-1         |
| 0-1          | Levante-Betis                | 0-1         |
| 2-2          | Málaga-Granada               | 0-0         |
| 1-0          | Sevilla-Valencia             | 1-2         |
| 0-3          | Rayo Vallecano-Athletic Club | 0-1         |

| 1a volta     | 16a jornada                | 2a volta    |
| 20 des. 2015 |                            | 24 abr.2016 |
| 2-0          | Athletic Club-Levante      | 2-2         |
| 0-0          | Betis-Sevilla              | 0-2         |
| 1-0          | Espanyol-Las Palmas        | 0-4         |
| 1-3          | Sporting Gijón-Barcelona   | 0-6         |
| 0-2          | Granada-Celta Vigo         | 1-2         |
| 2-0          | Deportivo-Eibar            | 1-1         |
| 1-0          | Málaga-Atlètic de Madrid   | 0-1         |
| 10-2         | Real Madrid-Rayo Vallecano | 3-2         |
| 0-2          | Real Sociedad-Villarreal   | 0-0         |
| 2-2          | Valencia-Getafe            | 2-2         |

| 1a volta     | 19a jornada                  | 2a volta     |
| 10 gen. 2016 |                              | 15 maig 2016 |
| 4-0          | Barcelona-Granada            | 3-0          |
| 0-2          | Celta Vigo-Atlètic de Madrid | 0-2          |
| 2-1          | Eibar-Espanyol               | 2-4          |
| 1-0          | Getafe-Betis                 | 1-2          |
| 1-1          | Las Palmas-Málaga            | 1-4          |
| 2-1          | Levante-Rayo Vallecano       | 1-3          |
| 5-0          | Real Madrid-Deportivo        | 2-0          |
| 2-0          | Real Sociedad-Valencia       | 1-0          |
| 2-0          | Sevilla-Athletic Club        | 1-3          |
| 2-0          | Villarreal-Sporting Gijón    | 0-2          |

| 1a volta     | 2a jornada                   | 2a volta     |
| 30 ago. 2015 |                              | 24 gen. 2016 |
| 3-1          | Villarreal-Espanyol          | 2-2          |
| 0-0          | Real Sociedad-Sporting Gijon | 1-5          |
| 1-0          | Barcelona-Málaga             | 2-1          |
| 3-0          | Celta Vigo-Rayo Vallecano    | 0-3          |
| 5-0          | Real Madrid-Betis            | 1-1          |
| 2-0          | Eibar-Athletic Club          | 2-5          |
| 0-3          | Sevilla-Atlètic de Madrid    | 0-0          |
| 1-1          | Valencia-Deportivo           | 1-1          |
| 1-2          | Getafe-Granada               | 2-3          |
| 0-0          | Las Palmas-Levante           | 2-3          |

| 1a volta     | 5a jornada                    | 2a volta     |
| 23 set. 2015 |                               | 24 feb. 2016 |
| 2-0          | Atlètic de Madrid-Getafe      | 1-0          |
| 1-0          | Espanyol-Valencia             | 1-2          |
| 0-3          | Granada-Real Sociedad         | 0-3          |
| 4-1          | Celta Vigo-Barcelona          | 1-6          |
| 2-2          | Levante-Eibar                 | 0-2          |
| 2-1          | Rayo Vallecano-Sporting Gijón | 2-2          |
| 1-2          | Athletic Club-Real Madrid     | 2-4          |
| 2-0          | Las Palmas-Sevilla            | 0-2          |
| 0-1          | Málaga-Villarreal             | 0-1          |
| 1-2          | Betis-Deportivo               | 2-2          |

| 1a volta     | 8a jornada                      | 2a volta    |
| 18 oct. 2015 |                                 | 2 març 2016 |
| 5-2          | Barcelona-Rayo Vallecano        | 5-1         |
| 1-3          | Betis-Espanyol                  | 3-0         |
| 1-1          | Eibar-Sevilla                   | 0-1         |
| 4-0          | Getafe-Las Palmas               | 0-4         |
| 3-3          | Sporting Gijón-Granada          | 0-2         |
| 2-2          | Deportivo-Athletic Club         | 1-4         |
| 3-0          | Real Madrid-Levante             | 3-1         |
| 0-2          | Real Sociedad-Atlètic de Madrid | 0-3         |
| 3-0          | Valencia-Málaga                 | 2-1         |
| 1-2          | Villarreal-Celta Vigo           | 0-0         |

| 1a volta    | 11a jornada                      | 2a volta     |
| 8 nov. 2015 |                                  | 20 març 2016 |
| 2-1         | Athletic Club-Espanyol           | 1-2          |
| 1-0         | Atlètic de Madrid-Sporting Gijón | 1-2          |
| 3-0         | Barcelona-Villarreal             | 2-2          |
| 1-5         | Celta Vigo-Valencia              | 2-0          |
| 3-1         | Eibar-Getafe                     | 1-1          |
| 2-0         | Las Palmas-Real Sociedad         | 1-0          |
| 1-1         | Levante-Deportivo                | 1-2          |
| 0-1         | Málaga-Betis                     | 1-0          |
| 3-2         | Sevilla-Real Madrid              | 0-4          |
| 2-1         | Rayo Vallecano-Granada           | 2-2          |

| 1a volta    | 14a jornada               | 2a volta    |
| 6 des. 2015 |                           | 17 abr.2016 |
| 0-0         | Athletic Club-Málaga      | 1-0         |
| 1-1         | Betis-Celta Vigo          | 1-1         |
| 1-1         | Espanyol-Levante          | 1-2         |
| 3-1         | Sporting Gijón-Las Palmas | 1-1         |
| 0-2         | Granada-Atlètic de Madrid | 0-3         |
| 1-1         | Deportivo-Sevilla         | 1-1         |
| 4-1         | Real Madrid-Getafe        | 5-1         |
| 2-1         | Real Sociedad-Eibar       | 1-2         |
| 1-1         | Valencia-Barcelona        | 2-1         |
| 2-1         | Villarreal-Rayo Vallecano | 1-2         |

| 1a volta     | 17a jornada                      | 2a volta    |
| 30 des. 2015 |                                  | 1 maig 2016 |
| 4-0          | Barcelona-Betis                  | 2-0         |
| 0-1          | Celta Vigo-Athletic Club         | 1-2         |
| 2-0          | Eibar-Sporting Gijón             | 0-2         |
| 0-0          | Getafe-Deportivo                 | 2-0         |
| 4-1          | Las Palmas-Granada               | 2-3         |
| 0-1          | Levante-Málaga                   | 1-3         |
| 3-1          | Real Madrid-Real Sociedad        | 1-0         |
| 2-0          | Sevilla-Espanyol                 |             |
| 0-2          | Rayo Vallecano-Atlètic de Madrid | 0-1         |
| 1-0          | Villarreal-Valencia              | 2-0         |

| 1a volta     | 3a jornada                  | 2a volta     |
| 13 set. 2015 |                             | 31 gen. 2016 |
| 1-1          | Levante-Sevilla             | 1-3          |
| 0-6          | Espanyol-Real Madrid        | 0-6          |
| 0-1          | Sporting Gijón-Valencia     | 1-0          |
| 1-2          | Atlètic de Madrid-Barcelona | 1-2          |
| 1-0          | Betis-Real Sociedad         | 1-2          |
| 1-3          | Granada-Villarreal          | 0-1          |
| 3-1          | Athletic Club-Getafe        | 1-0          |
| 3-3          | Celta Vigo-Las Palmas       | 1-2          |
| 0-0          | Málaga-Eibar                | 2-1          |
| 1-3          | Rayo Vallecano-Deportivo    | 2-2          |

| 1a volta     | 6a jornada                   | 2a volta     |
| 27 set. 2015 |                              | 21 feb. 2016 |
| 1-0          | Valencia-Granada             | 2-1          |
| 2-1          | Barcelona-Las Palmas         | 2-1          |
| 0-0          | Real Madrid-Málaga           | 1-1          |
| 3-2          | Sevilla-Rayo Vallecano       | 2-2          |
| 1-0          | Villarreal-Atlètic de Madrid | 0-0          |
| 1-1          | Eibar-Celta Vigo             | 2-3          |
| 1-2          | Sporting Gijón-Betis         | 1-1          |
| 3-0          | Deportivo-Espanyol           | 0-1          |
| 3-0          | Getafe-Levante               | 0-3          |
| 0-0          | Real Sociedad-Athletic Club  | 1-0          |

| 1a volta     | 9a jornada                   | 2a volta    |
| 25 oct. 2015 |                              | 6 març 2016 |
| 3-0          | Athletic Club-Sporting Gijón | 2-0         |
| 2-1          | Atlètic de Madrid-Valencia   | 3-1         |
| 3-1          | Barcelona-Eibar              | 4-0         |
| 1-3          | Celta Vigo-Real Madrid       | 1-7         |
| 1-1          | Granada-Betis                | 0-2         |
| 0-0          | Las Palmas-Villarreal        | 1-0         |
| 0-4          | Levante-Real Sociedad        | 1-1         |
| 2-0          | Málaga-Deportivo             | 3-3         |
| 5-0          | Sevilla-Getafe               | 1-1         |
| 3-0          | Rayo Vallecano-Espanyol      | 1-2         |

| 1a volta     | 12a jornada             | 2a volta   |
| 22 nov. 2015 |                         | 3 abr.2016 |
| 0-1          | Betis-Atlètic de Madrid | 1-5        |
| 2-0          | Espanyol-Málaga         | 1-1        |
| 1-1          | Getafe-Rayo Vallecano   | 0-2        |
| 0-3          | Sporting Gijón-Levante  | 0-0        |
| 2-0          | Granada-Athletic Club   | 1-1        |
| 2-0          | Deportivo-Celta Vigo    | 1-1        |
| 0-4          | Real Madrid-Barcelona   | 2-1        |
| 2-0          | Real Sociedad-Sevilla   | 2-1        |
| 1-1          | Valencia-Las Palmas     | 1-2        |
| 1-1          | Villarreal-Eibar        | 2-1        |

| 1a volta     | 15a jornada                     | 2a volta    |
| 13 des. 2015 |                                 | 20 abr.2016 |
| 2-1          | Atlètic de Madrid-Athletic Club | 1-0         |
| 2-2          | Barcelona-Deportivo             | 8-0         |
| 1-0          | Celta Vigo-Espanyol             | 1-1         |
| 1-1          | Eibar-Valencia                  | 0-4         |
| 1-1          | Getafe-Real Sociedad            | 2-1         |
| 1-0          | Las Palmas-Betis                | 0-1         |
| 1-2          | Levante-Granada                 | 1-5         |
| 2-0          | Sevilla-Sporting Gijón          | 1-2         |
| 1-2          | Rayo Vallecano-Málaga           | 1-1         |
| 1-0          | Villarreal-Real Madrid          | 0-3         |

| 1a volta    | 18a jornada                | 2a volta    |
| 3 gen. 2016 |                            | 8 maig 2016 |
| 2-2         | Athletic Club-Las Palmas   | 0-0         |
| 1-0         | Atlètic de Madrid-Levante  | 1-2         |
| 0-4         | Betis-Eibar                | 1-1         |
| 0-0         | Espanyol-Barcelona         | 0-5         |
| 1-2         | Sporting Gijón-Getafe      | 1-1         |
| 2-1         | Granada-Sevilla            | 4-1         |
| 1-2         | Deportivo-Villarreal       | 2-0         |
| 2-0         | Málaga-Celta Vigo          | 0-1         |
| 2-2         | Valencia-Real Madrid       | 2-3         |
| 2-2         | R. Vallecano-Real Sociedad | 1-2         |